# U-519
Німецький підводний човен U-519 — підводний човен типу IXC Військово-морських сил Третього Рейху, часів  Другої світової війни. Вона була закладена 23 червня 1941 року на верфі компанії «Deutsche Werft» у Гамбурзі під будівельним номером 334, спущена на воду 12 лютого 1942-го та введена в експлуатацію 7 травня 1942 року. Єдиним командиром човна був капітан-лейтенант Гюнтер Еппен. 
Після навчань із 4-ю флотилією підводних човнів крігсмаріне U-519 була переміщена до 2-ї флотилії підводних човнів крігсмаріне для несення оперативної служби 1 листопада 1942 року.
30 січня 1943 року U-519 і всі 50 членів екіпажу зникли безвісти в Біскайській затоці.